# Moritz von Mohl

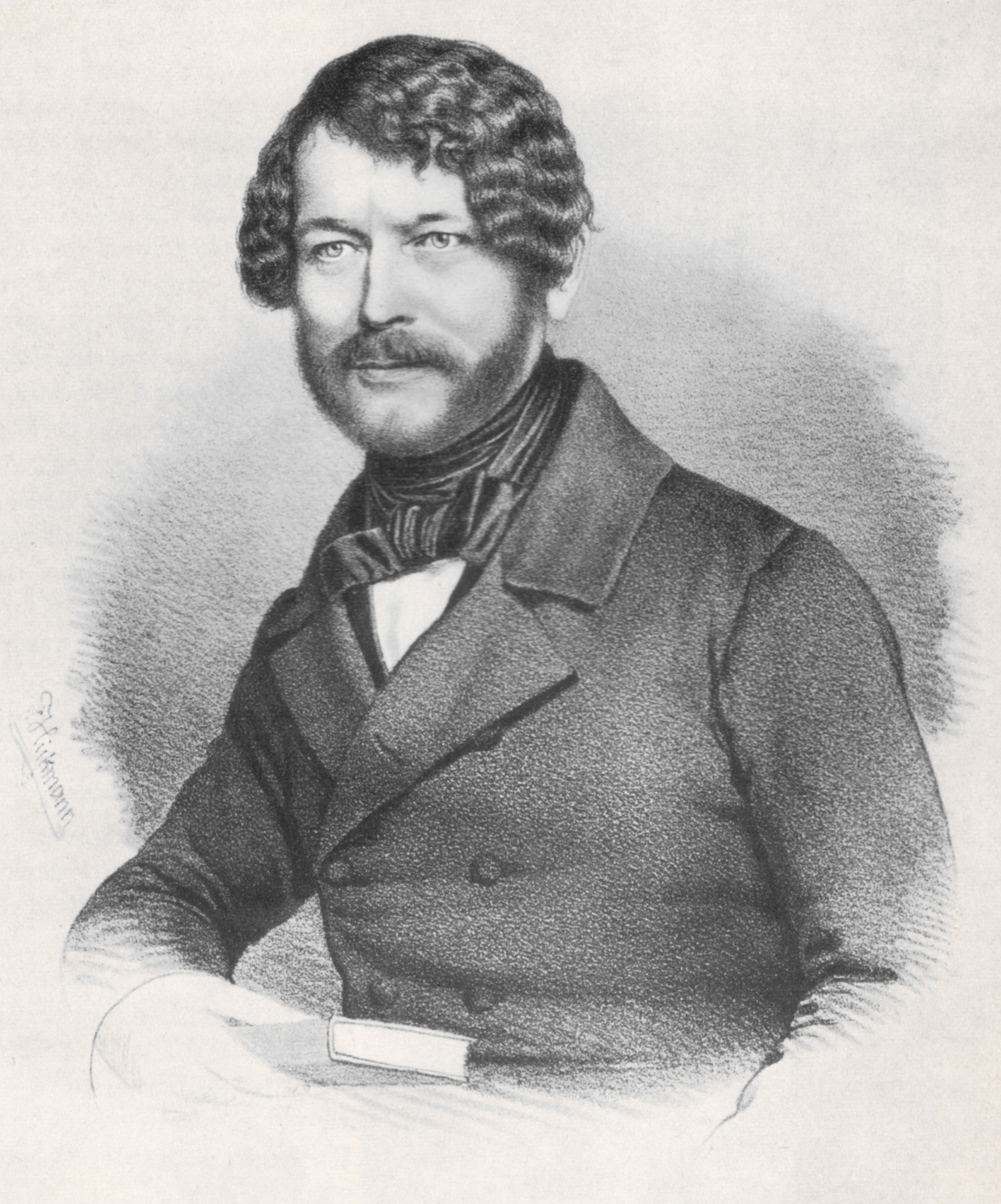
Moritz von Mohl.

Moritz von Mohl, född 1802 i Stuttgart, död 18 februari 1888 i Stuttgart, var en tysk nationalekonom och politiker. Han var bror till Robert, Julius och Hugo von Mohl och farbror till Ottmar von Mohl samt dottersons son till Johann Jacob Moser.
Mohl studerade statshushållnings- och lantbrukslära, innehade åtskilliga poster som württembergsk finansämbetsman samt idkade långvariga studier i Frankrike. Efter 1848 ägnade han sig uteslutande åt politisk verksamhet, tillhörde dels Frankfurtparlamentet, där han anslöt sig till den moderata vänsterriktningen, dels den württembergska ståndsförsamlingen, inom vilken han ofta förenade sig med den yttersta vänstern. Han invaldes i det tyska parlamentet 1868 och var 1871-1873 ledamot av tyska riksdagen. Han var en av det stortyska partiets ivrigaste anhängare, försvarade ihärdigt skyddstullsystemet och var övertygad förespråkare av tobaks- och brännvinsmonopol.